# Dilolo
Dilolo – miasto w południowej części Demokratycznej Republiki Konga, nad rzeką Kasai. Znajduje się przy granicy z Angolą, w prowincji Lualaba. Przechodzi tutaj linia kolejowa Katanga-Benguela.